# ATS Medical
ATS Medical, Inc. — разработчик и производитель продуктов для рынка кардиохирургии. Базируется в Миннеаполисе, штат Миннесота (США).
Публично торгуемая компания была основана в 1992 году Мэнни Виллафаной, предпринимателем в области кардиологии / кардиохирургии. Компания представила механический клапан сердца. Особенностью двустворчатого протеза стало наличие специальных пазов на створках и соответствующих им полусферических выступов на внутренней поверхности корпуса клапана. Такое устройство шарнира обеспечивает его лучшее промывание и уменьшает вероятность тромбозов и тромбоэмболических осложнений. Модель характеризуется низкими шумовыми эффектами при закрытии и небольшими габаритами. Ротационное упрочняющее кольцо выполняется из титана, корпус клапана — из пиролитического углерода, створки — из графита, покрытого пиролитическим углеродом, импрегнированным 20 % вольфрама по весу, материал пришивной манжеты — двойной велюровый дакрон, обеспечивающий контролируемый рост тканей, со вставками из тефлона для увеличения гибкости материала. Клапан предназначен для интрааннулярной имплантации. Клапан ATS Open Pivot Heart (позже названный ATS Standard) был впервые продан на международных рынках в 1992 году, а затем получил разрешение FDA на продажу в США в 2000 году. На сегодняшний день во всём мире было имплантировано более 140 000 клапанов. Кроме того, выпускается модель AP-ATS (advanced performance), отличающаяся формой пришивной манжеты и предназначенная только для супрааннулярной имплантации.
В настоящее время компания имеет более диверсифицированный бизнес кардиохирургии, предлагая несколько категорий продуктов:
- искусственные клапаны сердца (механические и биологические) для замены аортального и митрального клапанов;
- хирургическая криоабляция[англ.] для лечения аритмии сердца;
- хирургические инструменты и аксессуары для кардиохирурга в повседневных хирургических процедурах, включая инструменты и продукты для роботизированной хирургии.